# 오쓰루 기탄
오쓰루 기탄(일본어: 大鶴義丹/大靏義丹/おおつる ぎたん, 1968년 4월 24일 - )은 도쿄도 출신 배우이다. 아버지는 극작가이며 아쿠타가와 상을 수상한 작가인 가라 주로(唐十郎) (본명:오쓰루 요시히데(大靏義英))이다. 어머니는 재일 동포 출신 배우인 이여선이다.

## 생애
니혼 대학교 예술학부 문예학과를 중퇴했다. 중학교 때부터 NHK의 텔레비전 드라마에 출연했는데, 대학교 재학 시절부터 영화에 본격적으로 데뷔했다. 그 후엔 텔레비전 드라마와 무대 공연을 중심으로 배후활동을 시작했다. 1990년에 스플래쉬(スプラッシュ)로 대학 재적 중에 스바루 문학상(すばる文学賞)을 수상하고 소설가로 데뷔했다. 1994년 가수이자 배우인 마르시아와 결혼했다. 하지만 2004년에 마르시아와 이혼했다.